# Сальников, Сергей Алексеевич
Сергей Алексеевич Сальников (род. 3 мая 1956, Электросталь, Московская область) — советский хоккеист, вратарь. Российский тренер.

## Биография
На юношеском уровне выступал за «Кристалл» Электросталь. В сезоне 1975/76 дебютировал в первенстве СССР за команду первой лиги СКА МВО Липецк. В следующем сезоне был в составе команды «Химик» Воскресенск, в высшей лиге провёл один матч — 30 октября 1976 года в домашней игре против СКА Ленинград на 57-й минуте заменил Александра Пашкова при счёте 8:3, оставшимся до конца матча. Сезон 1977/78 отыграл в ижевской «Ижстали» из первой лиги. В следующем сезоне провёл 9 матчей в чемпионате за «Химик». В сезоне 1979/80 выступал во второй лиге за воронежский «Буран», два следующих сезона был основным вратарём «Химика». 10 сезонов провёл в составе «Кристалла» Электросталь, с 1990 года был играющим тренером.
Главный тренер «Кристалла» в сезоне 1997/98, тренер команды 1985 года рождения в следующем сезоне. Юношеский тренер в команде «Русь» Москва (1999—2002, с 2004), главный тренер команды «Русь» первой лиги (2002/03).